# Uttenreuth
Uttenreuth è un comune tedesco di 4 662 abitanti, situato nel land della Baviera.